# Flushing (Queens)
Flushing is een wijk in het stadsdeel Queens van New York.
Flushing is een bloeiende woon- en handelszone met Taiwanese, Chinese en Koreaanse gemeenschappen (zie Chinatown en Koreatown). 55% van de inwoners zijn Aziatische Amerikanen en hiermee omvat Flushing de grootste Chinese gemeenschap in New York Metropolitan Area en overtroeft het zelfs Chinatown op Manhattan. Daarnaast wonen er in Flushing Hispanics, Afro-Amerikanen en Zuidoost-Aziaten (vooral de Filipijns-Amerikaanse gemeenschap is zichtbaar aanwezig).
Internationaal het bekendst is het park Flushing Meadows, waar de US Open wordt gehouden in het USTA Billie Jean King National Tennis Center. Flushing is met het Citi Field stadion tevens de thuisbasis van honkbalclub de New York Mets.

## Geschiedenis
Voordat de Europese kolonisten arriveerden, werd noordoost-Queens bevolkt door de Algonkische talen sprekende Matinecoc-indianen.
De stad Flushing werd het eerst door Europeanen bewoond in 1645, onder het charter van de West-Indische Compagnie en werd genoemd naar de Nederlandse stad Vlissingen, de hoofdhaven van de WIC. Oorspronkelijk lag het dorpje Vlissingen vlak bij de nederzetting Nieuw-Amsterdam, het latere New York. Later kreeg het de naam Flushing, de Engelse benaming voor het Nederlandse Vlissingen.
Engelse Quakers vestigden zich in Flushing, maar gouverneur Peter Stuyvesant onderdrukte de religie. Met een beroep op het charter werd in 1657 de Remonstrantie van Vlissingen opgesteld, een bezwaarschrift waarin Vlissingers protesteerden tegen het repressieve godsdienstbeleid van de gouverneur. In 1662 werd John Bowne verbannen naar Nederland omdat Quakers in zijn huis bijeenkwamen. In Amsterdam overtuigde Bowne de directie van de West-Indische Compagnie, en werd godsdienstvrijheid ingesteld in Nieuw-Nederland.
In 1664 werd Nieuw-Nederland bezet door het Verenigd Koninkrijk. In 1669 en 1674 werd geprotesteerd tegen het gebrek aan zelfbestuur. In 1683 werd de county Queens opgericht en een van de vijf towns. In 1894 werd een niet-bindend referendum over de annexatie van Queens in New York. Flushing was de enige town in Queens die tegen annexatie stemde. In 1898 werd Queens een borough van New York.

## Chinatown
De Chinese buurt in Flushing bestaat al meer dan honderd jaar. De eerste Chinese Amerikanen kwamen er eind 19e eeuw. Tegenwoordig heeft de buurt zeer veel Chinese winkels, bedrijven, restaurants, supermarkten en Chinese religieuze ontmoetingsplaatsen.
Chinese tempels en boeddhistische tempels:
- Temple of Mercy-Charity
- China Buddhist Association
- Shaolin Temple Overseas Headquarters (STOH)
- Hua Lian Tsu Hui Temple
- IBPS New York
- Tzu Chi Flushing
- New York Chen's Buddha Associates
- Cultural Center of Taipei
- Amitabha Buddhist Society
- Chin Chueh Gung

Chinese winkelcentra:
- Hong Kong Supermarket
- A&N Supermarket
- Golden Supermarket
- A&C Supermarket

## Bekende inwoners van Flushing

### Geboren
- Anita Page (1910-2008), actrice
- Barbara Pierce Bush (1925-2018), first lady
- John Williams (1932), componist
- James Wetherbee (1952), astronaut
- Fran Drescher (1957), actrice (The Nanny)

### Woonachtig (geweest)
- Paul Simon (artiest), singer songwriter
- Nancy Reagan, first-lady, actrice
- MC Jin, Chinees-Amerikaanse rapper
- Action Bronson, rapper

## Trivia
- In het openingslied van de comedy The Nanny wordt gezongen over Flushing, Queens.